# Novo Selo, Gadžin Han
Novo Selo (izvirno srbsko Ново Село) je naselje v Srbiji, ki upravno spada pod Občino Gadžin Han; slednja pa je del Niškega upravnega okraja.

## Demografija
V naselju živi 47 polnoletnih prebivalcev, pri čemer je njihova povprečna starost 62,7 let (62,7 pri moških in 62,7 pri ženskah). Naselje ima 25 gospodinjstev, pri čemer je povprečno število članov na gospodinjstvo 1,88.
To naselje je, glede na rezultate popisa iz leta 2002, večinoma srbsko.
|  |

| Demografija | Demografija     | Demografija     |
| Leto        | Št. prebivalcev | Št. prebivalcev |
| ----------- | --------------- | --------------- |
|             |                 |                 |
|             |                 |                 |
|             |                 |                 |
|             |                 |                 |
| 1948        | 251             |                 |
| 1953        | 259             |                 |
| 1961        | 256             |                 |
| 1971        | 188             |                 |
| 1981        | 144             |                 |
| 1991        | 83              | 83              |
| 2002        | 47              | 47              |
|             |                 |                 |

| Etnična sestava po popisu iz leta 2002 | Etnična sestava po popisu iz leta 2002 | Etnična sestava po popisu iz leta 2002 | Etnična sestava po popisu iz leta 2002 | Etnična sestava po popisu iz leta 2002 |
| -------------------------------------- | -------------------------------------- | -------------------------------------- | -------------------------------------- | -------------------------------------- |
| Srbi                                   | Srbi                                   |                                        | 46                                     | 97,87%                                 |
| Jugoslovani                            | Jugoslovani                            |                                        | 1                                      | 2,12%                                  |
| Neznano                                | Neznano                                |                                        | 0                                      | 0,0%                                   |